# Good Bye Mohammed
Good Bye Mohammed: Das neue Bild des Islam von Norbert G. Pressburg ist ein 2009 in erster Auflage erschienenes Sachbuch, das einen Überblick über die Wiederbelebung der historisch-kritischen Methode in der Koranexegese durch deutschsprachige Islamwissenschaftler – beginnend mit Günter Lüling in den 1970er Jahren – bieten will.

## Inhalt

### Historisch-kritische Islamforschung in Deutschland
Aufgezeigt wird der Versuch, durch archäologische und philologische Quellenforschung, so wie man sie in Europa seit der Aufklärung in der historisch-kritischen Bibelforschung anwendet, Licht in die ersten zwei Jahrhunderte der Koranentstehung zu bringen.
Die deutsche Islamforschung des 19. Jahrhunderts war fortschrittlich und arbeitete historisch-kritisch. Sie ist verbunden mit Namen wie Sprenger, Nöldeke, Wellhausen und Ignaz Goldziher. Die deutsche Islamforschung erlebte im Verlauf vom 19. zum 20. Jahrhundert einen erschreckenden Verfall. Erst mit Günter Lüling wurde in den 1970er Jahren eine Wende eingeleitet. Die Orientalistik hatte sich daran gewöhnt, die traditionellen islamischen Religionslegenden 1:1 zu übernehmen, als ob es Ignaz Goldziher nie gegeben hätte.
Schwerpunktmäßig werden die Forschungsmethoden und vorläufigen Forschungsergebnisse der Arbeitsstelle für Religionswissenschaft an der Universität Saarbrücken vorgestellt, wo Professoren unter der Leitung von Karl-Heinz Ohlig – interdisziplinär – die Entstehungsgeschichte des Korans und die Historizität Mohammeds kritisch hinterfragen. Die Saarbrücker Forscher stellen fest, dass die muslimische Tradition bis in die Gegenwart nicht an kritischer Quellenforschung interessiert ist, die Überlieferungen (Hadithe) von heilsgeschichtlichem Interesse geleitet sind und somit mythische Erzähltexte im Sinne einer narrativen Theologie darstellen. Aus den ersten zweihundert Jahren islamischer Zeitrechnung seien keine außerislamischen Quellen bekannt, die über einen Propheten Mohammed und eine Religion namens Islam berichten.
Der Iranist und Archäologe Volker Popp schließt aus numismatischen, ikonographischen und epigraphischen Zeugnissen des 7. und 8. Jahrhunderts, dass Arabien damals noch christlich geprägt war.

### 72 Weintrauben und keine einzige Jungfrau
Semitische Schriften – wie die arabische – sind Konsonantenschriften, das heißt, Vokale finden sich allenfalls in Form von matres lectionis. Außerdem sind manche Konsonanten erst durch zusätzliche Punktierungen eindeutig zu lesen. Nun sind älteste Koranfragmente nur in sogenannter Defektivschrift (Rasm) überliefert, das heißt, es fehlen Diakritika, zum Beispiel Punkte und Striche, durch welche die Bedeutung der einzelnen Buchstaben und Wörter erst eindeutig festgelegt wird:

„Bei der Erstellung der kanonischen Fassung des Korans (im 7.-9. Jhd.) machte das Fehlen jeglicher diakritischer Punkte und sonstiger Vokalzeichen eine einzige Lesart zur Fiktion.“

Nach Meinung der Saarbrücker Islamforscher ist es durch diese defektive Schreibung bei der Erstellung der kanonischen Fassung des Korans zu zahlreichen Missdeutungen gekommen und zu vielen dunklen, unverstandenen Stellen:
Die Vorbereitung einer historisch-kritischen Ausgabe des Korans liegt nahe. In ihr könnte, so die Einschätzung des Saarbrücker Experten Dr. Gerd-Rüdiger Puin, das eine Fünftel des Korans, das auch „Eingeweihten“ als schwer verständlich gilt, eine weitgehende Erhellung erfahren. Es handelt sich bei diesen dunklen Stellen zumeist um das Ergebnis arabischer Sprachinterpretationen, in denen die Bedeutung des Aramäischen innerhalb der arabischen Sprache zur Zeit des Religionsstifters Mohammed und unmittelbar danach verkannt wurde.
Hier hakt eine neue Studie seines Saarbrücker Kollegen, des Semitisten und Koranforschers Christoph Luxenberg, ein:
Der Autor geht dabei von der sprachlichen Situation aus, die in den ersten Jahrzehnten des 7. Jahrhunderts geherrscht haben soll. Damals ließ die Schreibpraxis des Arabischen Mehrdeutigkeiten zu und das Syro-aramäische, die große Kultursprache Vorderasiens, übte noch einen großen Einfluss aus. Bei der Klärung der umstrittenen Stellen geht Luxenberg in mehreren Schritten vor. Zunächst zieht er noch einmal die große Koranexegese von Tabari und das Hauptlexikon «Lisan al-Arab» heran. Wenn das zu keinem Ergebnis führt, dann prüft er, ob es im Syro-Aramäischen eine gleichlautende Wurzel gibt, die eine andere Bedeutung hat, aber zum Kontext besser passt. Ein weiterer Schritt ist die Änderung der diakritischen Punkte, um so zu einem sinnvolleren arabischen Wort zu gelangen. Als Nächstes werden die diakritischen Punkte verändert, um zu einer aramäischen Wurzel zu kommen. Der letzte Schritt versucht, durch die Rückübersetzung des arabischen Ausdrucks ins Aramäische ihn über die Semantik des syro-aramäischen Ausdrucks zu erschließen.
Christoph Luxenberg nennt als Paradebeispiel für eine solche missdeutete, „verlesene“ Koranstelle den Glauben an Huris, an Paradiesjungfrauen, in Sure 44 – Sūrat ad-Duchan (Der Rauch) – Vers 54:

„So (ist das). Und wir geben ihnen großäugige Huris als Gattinnen“

Die Huris sind nach muslimischem Volksglauben 72 Jungfrauen, die einen gottesfürchtigen Mann – auch einen Märtyrer – im Paradies verwöhnen werden:
Über die Sinnlichkeit der jenseitigen Männerphantasien haben sich schon seit jeher Kommentatoren gewundert.
Der bei der kanonischen Koranerstellung erst nachträglich mit diakritischen Zeichen versehene Koranvers 44:54:
arabisch كَذَلِكَ وَزَوَّجْنَاهُمْ بِحُورٍ عِين, DMG kadālika wa zawwaǧnāhhum bi-ḥūrinʻīnin
würde wörtlich bedeuten:
und wir geben ihnen „weiße Augen“ als Gattinnen, was keinen Sinn ergibt. Traditionelle Korangelehrte interpretieren die Stelle bi-hur inin deshalb als „großäugige Weiße“, das heißt, sie projizieren „Paradies-Jungfrauen“ in den Koran.
[44.54] So (wird es sein). Und Wir werden sie mit holdseligen Mädchen vermählen, die große, herrliche Augen haben.
Christoph Luxenberg geht von einer fehlerhaften arabischen Lesart dieses Verses aus. Er liest im Arabischen unverständliche Wörter als Aramismen, das heißt, er vermutet, dass diese missdeuteten Koranstellen ursprünglich auf Syrisch-aramäisch abgefasst und erst nachträglich – fehlerhaft – ins Arabische übersetzt worden sind:
Luxenberg weist jedoch durch koranische wie außerkoranische Querverweise nach, dass im Paradieskontext mit den (ḥūrin) „Weißen“ zweifelsfrei Weintrauben gemeint sind. Das arabisch unverstandene Wort „ʻīnin“ bedeutet als aramäisches Adjektiv ʻaynē: „kristallklar, glänzend, prachtvolles Aussehen“. Die „ḥūrin“ sind also keine Wesen, schon gar nicht Huris, sondern „kristallklare, prachtvolle Weintrauben“. Und zuletzt meint „bi“ nicht das arabische „mit“, sondern das aramäische „unter“. Der Gläubige wird also nicht mit den Huris verpaart, sondern er rastet unter den „ḥūrin“, also „unter den Weintrauben“.
Sure 44:54 bedeutet also nach Luxenberg:
Wir werden es ihnen unter weißen kristall(klaren) (Weintrauben) behaglich machen.
Aus dem Kontext heraus wird klar: es geht um das Paradies, den himmlischen Garten. Die Rebe fehlt in koranischen Beschreibungen des irdischen Gartens nie:
Im himmlischen Garten ist das Wort (Aramismus) „ḥūr“ ein metaphorischer Ausdruck für weiße Trauben. Auch syrisch-aramäische Wörterbücher belegen, dass sich dieses Adjektiv im Femininum auf „weiße Trauben“ bezieht.
Aus den Jungfrauen werden also „prachtvolle Trauben“, Früchte, die in den Paradiesvorstellungen des Orients von alters her als Sinnbild von Wohlleben und Behaglichkeit gelten.
Auf diese Luxenberg’sche syro-aramäische Lesart der Sure 44:54 spielt der Titel der englischen Ausgabe des Buches Good Bye Mohammed an: What The Modern Martyr Should Know: Seventy-two Grapes and Not a Single Virgin – The New Picture of Islam (Was der moderne Märtyrer wissen sollte: 72 Weintrauben und keine einzige Jungfrau – Das neue Bild des Islam).
Dies ist eine schlechte Nachricht für jene, die den Koran politisch missbrauchen: Mit den willigen Huris werden junge Männer fürs Märtyrertum geködert. Für alle, die an einer Klärung des Korantextes interessiert sind, sollte die stimmigere Lesart ein Grund zur Freude sein.

### Der Mohammed-Mythos

#### Der Ur-Koran: ein Liturgiebuch nichttrinitarischer Christen
Der Religionswissenschaftler und katholische Theologe Karl-Heinz Ohlig vermutet – wie schon 1974 der Arabist Günter Lüling in dem Buch: Über den Ur-Qur’an – die Existenz eines christlich-arabischen Ur-Korans, eines syrisch-aramäischen „Qeryan“. Es handle sich bei diesem Ur-Koran um ein Lektionar, dem eine Evangelienharmonie nichttrinitarischer Christen zugrunde liege. Diese im persischen Sassanidenreich lebenden, aramäischsprachigen, arabischen Christen der Spätantike lehnten das Dogma der Dreifaltigkeit ab, wie es in den trinitarischen Glaubensbekenntnissen zum dreieinigen Gott, dem Nicäum beim Erstes Konzil von Nicäa 325 n. Chr. und dem Nicäno-Konstantinopolitanum im Erstes Konzil von Konstantinopel 381 n. Chr. festgelegt worden ist. Sie vertraten einen strikten unitarischen Monotheismus und standen damit im Gegensatz zur römisch-byzantinischen Reichskirche, die in diesem nichttrinitarischen, arabischen Christentum eine Häresie sah:
Das Christentum ist eine Abspaltung vom Judentum, der Islam eine Abspaltung vom Christentum.

#### Vom Ehrentitel „muhamad Jesus“ zum Propheten der Araber
Für diese monarchianischen, adoptianischen arabischen Christen war Jesus nicht Sohn Gottes, sondern ein Mensch, ein Prophet, ein Gesandter Gottes, der durch den aramäischen Ehrentitel muhamad (MHMD, „der zu Preisende“) geehrt wurde, wie man ihn auf Münzen dieser Zeit wiederfindet. Muhammad sei demnach kein Eigenname, sondern eine Prädikation, ein christologischer Titel:
muhamad, der Gepriesene, ist nämlich nichts anders als die arabische Version des griechischen Krästos und des lateinischen Christus, des Gesalbten: Krästos, Christus, muhamad: dasselbe, derselbe, nämlich Jesus. muhamad abd Allah ist der gepriesene Gottesknecht. Das christologische Prädikat muhamad habe sich später von seinem Bezugspunkt Jesus gelöst und wurde in Gestalt eines arabischen Propheten mit dem Namen Mohammed personifiziert und historisiert:
Gegen Ende des achten und im frühen neunten Jahrhundert, als sich die koranische Bewegung als eigenständige Religion, als Islam etablierte, wurde Mohammed zum Stifter dieser Religion, und die Geschehnisse wurden in die Heimat der Araber verlegt.
Der historische Mohammed wird als Mohammed-Mythos entmythologisiert: der Prophet sei keine historische Gestalt, sondern eine theologische Fiktion.
Schon im 8. Jahrhundert hatte der Kirchenvater Johannes von Damaskus in seinem Buch der Häresien, einem Ausschnitt aus seinem dogmatischen Werk Quelle der Erkenntnis (griechisch Pege gnoseos), die Religion der Araber – der Nachkommen Ismaels – als „Häresie der Ismaeliten“ bezeichnet.
Die neue Weltreligion Islam entwickelte sich nach dieser „Mindermeinung“ aus einer Spielart des Christentums, aus einer christologischen Häresie.

#### Replik zur Abwesenheit von zeitgenössischen Quellen
Allerdings gibt es nach anderen Darstellungen zahlreiche Erwähnungen eines arabischen Heerführers Mohammed, der sich auf den Gott und die Nachfolge Abrahams bezieht, bereits wenige Jahre nach dem Tod Mohammeds nach islamischer Zeitrechnung in christlichen Chroniken. Dieser Quellenreichtum ist durch die islamische Expansion begründet, die in der christlichen Welt, besonders in Byzanz, als einschneidendes Ereignis wahrgenommen wurde. Die wohl älteste Quelle, in der Mohammed genannt wird, geht auf die syrische Chronik von Thomas dem Presbyter, der gegen 640 geschrieben hat, zurück:

„Am 4. Februar 634 am frühen Morgen fand ein Kampf zwischen den Byzantinern und den Arabern Mohammeds statt.“

Demnach wurde Mohammed bereits von Zeitgenossen als militärischer Führer dargestellt. In der anonymen Geschichte von Armenien, die mit dem Sieg von Muʿāwiya I. im ersten Bürgerkrieg (656–661) endet und die als authentische Quelle aus dem 7. Jahrhundert gilt, obwohl die zugeschriebene Urheberschaft des Bischofs Sebeos teils bezweifelt wird, wird Mohammed mit folgenden Worten – gerichtet an seine Anhänger – zitiert:

„Ihr seid die Söhne Abrahams, und Gott will durch euch sein Versprechen, das er Abraham und seiner Nachwelt gegeben hatte, verwirklichen. Liebe den Gott Abrahams, gehe hinaus und nimm das Land in Besitz, das Gott deinem Vater Abraham gegeben hatte, denn niemand wird imstande sein, dir im Kampf zu widerstehen, denn Gott ist mit dir.“

Auch hier kommt klar zum Ausdruck, dass Mohammed diese Eroberungszüge veranlasst und zum Teil selbst geführt hatte. Dass Mohammed sich als Erneuerer des abrahamschen Monotheismus verstand, bestätigen auch die christlichen Chroniken aus der Mitte des 7. Jahrhunderts. Sie führen im Einzelnen auch aus, dass es Mohammed war, der „den Arabern den Gott Abrahams vorstellte“ – so der armenische Chronist Sebeos – und ihnen neue Gesetze gab. Johannes bar Penkaye, ein Mönch in Nordmesopotamien, der nach eigener Auskunft im „67. Jahr der Herrschaft der Araber“ (d. i. 686–687) schrieb, berichtet:

„Sie (die Araber) halten an der Tradition Mohammeds so stark fest, dass sie jeden, der seine (Mohammeds) Gesetze missachtet, mit dem Tode bestrafen.“

#### Hidschra oder Sieg der Byzantiner über persische „Feueranbeter“
Als Ausgangspunkt der islamischen Zeitrechnung dient das Jahr 622 n. Chr.: das Jahr 1 n. H. (nach der Hidschra), in dem Mohammed nach muslimischer Tradition von Mekka nach Medina ausgewandert ist. Die Saarbrücker Islamforscher-Gruppe um Karl-Heinz Ohlig vertritt dagegen die These, dass diese bereits im 7. Jahrhundert zweifelsfrei belegte arabische Zeitrechnung nicht auf der Hidschra beruhe:
Bereits lange vor dem Aufkommen der Vorstellung von einer Hidschra gab es eine arabisch-christliche Zählung der Jahre von 622 an, die erst im frühen 9. Jahrhundert muslimisch umgedeutet wurde,
Da Ohlig die Existenz eines Propheten Mohammed bestreitet, könne dieser also auch nicht aus Mekka ausgezogen sein. Die Jahreszahl 622 beziehe sich in Wirklichkeit auf den entscheidenden Sieg des oströmischen Kaisers Herakleios über den sassanidischen Großkönig Chosrau II. im Jahr 622. Das Besondere an dem Feldzug gegen die Sassaniden war, dass Herakleios ihn offenbar als eine Art „Kreuzzug“ gegen die persischen „Feueranbeter“ auffasste: Es wurden Bilder von Christus im Heereslager aufgestellt, und aus Rache für die Verwüstung Jerusalems und die Mitnahme des Heiligen Kreuzes wurden mehrere Feuertempel zerstört. Bei diesem Kampf hätten arabische Hilfstruppen auf der Seite des Herakleios eine wichtige Rolle gespielt und als Dank in diesem Jahr ein eigenes Reich als Foederati im Ostiran (Gegend um Merw) gründen können. Die Zeitrechnung beziehe sich also auf den Beginn der Selbstherrschaft der Araber in diesen Gebieten. Volker Popp führt unter anderem auch die koranische Figur „Dhū l-Qarnain“ auf Herakleios zurück.

## Anonyme Veröffentlichung
Der Name des Buchautors N. G. Pressburg ist ein Pseudonym, ebenso der des deutschsprachigen Semitisten Christoph Luxenberg. Dieses Verstecken der eigenen Identität sowie die Tatsache, dass Pressburgs Buch nicht in einem normalen Verlag, sondern nur als anonymes Book-on-Demand erscheinen konnte, bewertet Eckehard Peters in seiner Rezension zu dem Buch Good Bye Mohammed, die in der Zeitschrift Die Politische Meinung der KAS veröffentlicht wurde, wie folgt:

„Zum Autor finden sich weder im Buch noch im Internet weitere Angaben. Man muss wohl davon ausgehen, dass es sich bei ‚Norbert G. Pressburg‘ um ein Pseudonym handelt, wie es auch beim Semitisten Christoph Luxenberg (‚Die syroaramäische Lesart des Koran‘) der Fall ist. Das illustriert die äußerst bedenkliche Tatsache, dass sich immer mehr Autoren und Verlage bei islamkritischen Themen einer Selbstzensur unterziehen, da sie offenbar Gewalttaten radikaler Muslime fürchten. So bleibt zu fragen, ob man es bereits als einen Sieg radikalislamischer Einschüchterungen verbuchen muss, dass das Buch im ‚Samisdat‘ Verlag Books on Demand erschien. Es hätte die Lektorierung durch einen renommierten Sachbuchverlag verdient.“

## Politische Wirkung
Um das Buch Good Bye Mohammed kam es zu einem „Politikum“: Der Ausländerbeauftragte der Thüringer Landesregierung Eckehard Peters verlor seinen Posten, weil er 500 Exemplare des Buches Good Bye Mohammed an Verantwortliche in Behörden, Schulen und Kultureinrichtungen verteilen ließ:
Sozialstaatssekretär Hartmut Schubert hatte im Landtag erklärt, dass die in dem Buch enthaltenen Aussagen dem Integrationsanliegen widersprechen. Peters habe die Verbreitung nicht mit der Landesregierung abgesprochen.
Eckehard Peters hatte dagegen das Buch für geeignet gehalten,
„einen Diskussionsprozess über den gegenwärtigen Zustand und mögliche Entwicklungen des Islams in Europa anzustoßen, sofern es gelinge, Verständnis für eine historische, aufklärende Sicht auf den Islam zu gewinnen.“
Im Jahr zuvor hatte Eckehard Peters in seiner Eigenschaft als Ausländerbeauftragter beim Thüringer Ministerium für Soziales, Familie und Gesundheit den Religionswissenschaftler Karl-Heinz Ohlig zu einem Vortrag über korankritische Forschungen nach Erfurt eingeladen und eine Verteilungsaktion der Vortragsbroschüre gestartet. Unter dem Titel: Frühgeschichte des Islam. Die religionswissenschaftliche Frage nach den Anfängen stellte Professor Karl-Heinz Ohlig einem breiten Publikum die historisch-kritischen Forschungsaktivitäten der Saarbrücker Schule der Islamwissenschaften vor. Im Rahmen seiner Öffentlichkeitsarbeit ließ Eckehard Peters 2000 Exemplare dieses Vortrags drucken, in dem korankritische Theorien vorgestellt wurden, wie sie in dem im darauffolgenden Jahr erschienenen Buch‚ Good Bye Mohammed in populärwissenschaftlicher Form divulgiert werden. In seinen Begrüßungsworten zum Vortrag erläuterte Eckehard Peters seine Intentionen:
Aufgeklärte Christen des 21. Jahrhunderts können den Muslimen in aller Solidarität mit einer Erfahrung dienen: Im 18. und 19. Jahrhundert brach für manche Christen mit dem Einbruch der Aufklärung in die Theologie scheinbar ein Weltbild zusammen, als sie beispielsweise zur Kenntnis nehmen sollten, dass Adam und Eva nicht als historische Figuren zu verstehen wären, dass die Bibel weder ein Physik- noch ein Biologielehrbuch ist, dass in ihr stattdessen vielfältige literarische Genres anzutreffen sind und sich viele biblische Texte zwar auf Geschichte beziehen, aber keineswegs als historische Protokolle im Sinne moderner Chronistik zu lesen sind. Geschadet hat die aufklärerische historische Bibelkritik den Kirchen und dem religiösen Glauben letztendlich nicht. Sie hat im Gegenteil dazu beigetragen, das Christentum in die Moderne zu führen und in die naturwissenschaftlich-technische Zivilisation zu inkulturieren. Könnte es nicht sein, dass der Islam in Europa diesen Weg noch vor sich hat? Wenn ja, dann sollten wir die Muslime auf diesem Weg begleiten – solidarisch und in Bescheidenheit. Dabei gilt es sicherzustellen, dass sich die tiefsten Bindekräfte, zu denen der Mensch fähig ist, die religiösen, frei entfalten können, und zugleich jedem Versuch, sie machtpolitisch zu missbrauchen, entschlossen entgegengetreten wird.